# Sergiu Negruț
Sergiu Dorin Negruț (Cluj-Napoca, 1º aprile 1993) è un calciatore rumeno, attaccante svincolato.

## Caratteristiche tecniche
È un centravanti.

## Carriera

### Club
Cresciuto nelle giovanili del CFR Cluj, ha esordito il 7 aprile 2011 disputando gli ultimi minuti di un match perso 1-0 contro la Dinamo Bucarest.

## Statistiche

### Presenze e reti nei club
Statistiche aggiornate al 16 gennaio 2018.
| Stagione        | Squadra           | Campionato      | Campionato | Campionato | Coppe nazionali | Coppe nazionali | Coppe nazionali | Coppe continentali | Coppe continentali | Coppe continentali | Altre coppe | Altre coppe | Altre coppe | Totale | Totale | Totale |
| Stagione        | Squadra           | Comp            | Pres       | Reti       | Comp            | Pres            | Reti            | Comp               | Pres               | Reti               | Comp        | Pres        | Reti        | Pres   | Reti   |        |
| --------------- | ----------------- | --------------- | ---------- | ---------- | --------------- | --------------- | --------------- | ------------------ | ------------------ | ------------------ | ----------- | ----------- | ----------- | ------ | ------ | ------ |
| 2010-2011       | CFR Cluj          | L1              | 1          | 0          | CR              | 0               | 0               |                    | -                  | -                  |             | -           | -           | 1      | 0      |        |
| 2011-2012       | CFR Cluj          | L1              | 0          | 0          | CR              | 0               | 0               |                    | -                  | -                  |             | -           | -           | 0      | 0      |        |
| 2012-2013       | Unirea Alba Iulia | L2              | 9          | 0          | CR              | 0               | 0               |                    | -                  | -                  |             | -           | -           | 9      | 0      |        |
| 2012-2013       | Damila Măciuca    | L2              | 10         | 4          | CR              | 0               | 0               |                    | -                  | -                  |             | -           | -           | 10     | 4      |        |
| 2013-2014       | Râmnicu Vâlcea    | L2              | 12         | 5          | CR              | 0               | 0               |                    | -                  | -                  |             | -           | -           | 12     | 5      |        |
| 2013-2014       | CFR Cluj          | L1              | 13         | 3          | CR              | 0               | 0               |                    | -                  | -                  |             | -           | -           | 13     | 3      |        |
| 2014-2015       | CFR Cluj          | L1              | 12         | 2          | CR+CdL          | 0               | 0               | UCL                | 4                  | 0                  |             | -           | -           | 16     | 2      |        |
| 2015-2016       | CFR Cluj          | L1              | 11         | 0          | CR+CdL          | 2+2             | 1+0             |                    | -                  | -                  |             | -           | -           | 15     | 1      |        |
| 2016-gen. 2017  | CFR Cluj          | L1              | 5          | 0          | CR+CdL          | 1+2             | 0               |                    | -                  | -                  | SR          | 1           | 0           | 9      | 0      |        |
| Totale CFR Cluj | Totale CFR Cluj   | Totale CFR Cluj | 42         | 5          |                 | 7               | 1               |                    | 4                  | 0                  |             | 1           | 0           | 54     | 6      |        |
| gen.-giu. 2017  | Pandurii          | L1              | 18         | 3          | CR+CdL          | 0               | 0               |                    | -                  | -                  |             | -           | -           | 18     | 3      |        |
| 2017-2018       | Beroe             | A-PFG           | 15         | 1          | CB              | 2               | 1               |                    | -                  | -                  |             | -           | -           | 17     | 2      |        |
| Totale Carriera | Totale Carriera   | Totale Carriera | 106        | 18         |                 | 9               | 2               |                    | 4                  | 0                  |             | 1           | 0           | 91     | 20     |        |

## Palmarès

### Club

#### Competizioni nazionali
- Campionato rumeno: 1

CFR Cluj: 2011-2012
- Coppa di Romania: 1

CFR Cluj: 2015-2016